# Kveåfossen
Kveåfossen, også kaldt Lingafossen, er et vandfald i Fortundalen i Luster kommune i Vestland fylke i Norge. Den ligger i Kveåi, en lille biflod til Fortundalselva. Fossen falder ned mod Eidsvatnet i Skjolden. Den har relativt lille volume, men kan vokse sig stor under tøbruddet om foråret.